# Apalaí
Apalaí (Aparai).- Pleme Cariban Indijanca nastanjeno danas s Oyana Indijancima na ekstremnom sjeveru brazilske države Pará na rijeci río Paru de Leste. Velthem (1980) navodi sljedeća sljedeća naselja: Irikitimëne na mjestu gdje se sastaju Igarapé Custuné i Paru de Leste; Maxipurimoine; Makuatitimoine; Mauruimëne; Aldeia Apalaí ili Karapaieukú; Aramapuku; Ariwmëne, blizu gdje se spajaju río Citaré i Paru de Leste; Kuriputpematape gdje se spajaju Citaré i Paru de Leste; Xuixuimó, na sastavu Igarapé Castanheiras i Paru de Leste; Anapuaká; Kumarkapan; Itapeké gdje se sastaju Igarapé Carapanauba i Paru de Leste; Puuntapy; i Isla de Ipitinga gdje se sastaju Jari i Ipitinga. U ostalim krajevima, odnosno u Francuskoj Gijani i Surinamu žive samo Oyana bez Apalaja. Apalaí su polunomadski narod koji živi od lova i sakupljanja i obrade tla, sistemom 'posijeci-i-spali', što ih primorava da periodično moraju seliti i tražiti nove lokacije za svoja polja. 1993 ima ih oko 450. 

## Rezervati
Rio Paru d'Este, Tumucumaque.

## Povijest
Prema povijesnim izvorima i njihovim vlastitim predajama porijeklo Apalai i oyana ili wayana Indijanaca je različito. Aparai ili Apalai su došli s desne obale Amazone ,migrirajući duž donjih i srednjih tokova rijeka Curuá, Maicuru, Jari i Paru de Leste, naselivši se zatim na sadašnjem području. Pleme Wayana ili Oyana, na drugu stranu, dugo je naseljeno na gornjim i srednjim tokovima rijeke Paru de Leste i njezinih pritoka Citaré, gornji Jarí i k tome i Litani i Paloemeu s pritocima. 
U 16. stoljeću Aparai su na desnoj obali Amazone, južno i jugozapadno od današnjih gradova Macapá i Belém. Ostale skupine koje će Apalaji asimilirati nisu daleko od Amazone, odnosno u regijama donje Paru de Leste i Jarí.
Na kraju 17 stoljeća Apalai će doći u kontakt s Indijancima Apama i Aracaju u blizini kod Almerima u misiji Paru, pa će se ove grupe postupno integrirati pod glavnim imenom Aparai ili Apalai. Malena Apama grupa ostala je još 1960.-tih izolirana u regiji Maicuru, ali će se kasnije zbog srodnosti I uz pomoć trgovine i međuplemenskim ženidbama stopiti s Apalajima. 
1950.-tih godina Aparai još žive na istom mjestu, uz rijeke Paru de Leste, Jari, Maicuru i gornju Curuá, a u susjedstvu su im i Oyane. Do 1960 od nekoliko naselja kod Anatuma i donje Paru de Leste preostat će 1984. svega jedno Apalai selo na mjestu gdje se susreću Jari i Ipitinga.
Danas Apalai i Oyane imaju 16 sela, sva na gornjim i srednjim tokovima Paru de Leste na rezervatima Tumucumaque i Rio Paru D'Este, a obadva se prostiru na 4,266,852 hektara čija se demarkacija i homologacija provela 1997. godine.

## Etnografija
Kulturne razlike: Apalaí-Oyana
Današnji Aparai i Wayana ili Oyana rezultat su integracije nekoliko drugih grupa s kojima su od 18. stoljeća živjeli u bliskim odnosima. Oyana ili Wayana, srodnici Apalaja asimilirali su među ostalima i plemena Upurui, Kukuyana, Opagwana i Kumarawana. Pleme Apalaí inkorporirali su plemena Apama, Pirixiyana i Arakaju. Na području brazilske države Pará međuplemenska ženidba pretpostavlja 'fuziju' između Aparai i Wayana Indijanaca što datira od 18. stoljeća. Ova zbivanja odvijaju se vjerojatno samo u Pari, dok se na područjima Surinama i Francuske Gijane Apalai ne spominju u društvu s Wayanama. Švicarski antropolog Daniel Schoepf 1970.-tih plemena Apalai i Wayana u Pari naziva imenom "Wayana-Aparai", oznaku koja se velikom brzinom proširila u javnosti i među službenim agencijama, što se održalo do danas.
Mnogi distinktivni elementi koje oni (Wayana i Apalai) iskazuju, ukazuju nam da ime što ga je iskovao Daniel Schoepf nema nikakvog temelja. Te distinktivnosti su povijesna porijekla ovih plemena i trajektorije, različiti običaji i praksa, mitske naracije, pjesme, kozmološki koncepti i estetske vrijednosti, tako na primjer Wayane imaju širok repertoar dekorativnih grafičkih motiva ,dok se Apalai ističu velikom tehničkom vještinom u primjeni tih motiva. Apalai keramika je obojena, i u kontrastu s Wayana-keramikom; Apalai prakticiraju običaj kremiranja svojih pokojnika ,dok Wayane preferiraju pokapanje istih. Ukratko, socijalna i kulturalna amalgamacija ove populacije nije korespondentna jednom identitetu.

Rasne razlike Wayana-Apalai
Apalaje u literaturi nalazimo pod raznim nazivima, među kojima Appirois, Aparathy, Apareilles i Apalaii, te kod raznih putnika kao Aparis i Apalaís, i konačno naziv Aparai, koji koristi government, a koriste ga i sami Indijanci. Među plemenima samih Indijanida koja su ušla u sastav i Oyana i Apalaja nalazimo i na razlike koje se očitavaju uz njihovo geografsko porijeklo, fizičkim karakteristikama i načinom ponašanja. Nalazimo tamnokožni tip korpulentnijih Upurui Indijanaca s gornjeg toka rijeke Jarí, što su se otopili u Oyana-zajednici, i svjetlopute Indijance Apama, nižeg rasta od Upuruia, čija je domovina donji Jarí, pa nadalje Pirixiyana koji se odlikuju brzim govorom. Isto vrijedi za ostale primordijalne grupe kao što su Kumakai, Ahpamano, Arakaju, Kukuyana ili Kumarawana, među ostalima.
Socijalna organizacija
Apalai kao i druga plemena gvajanskog područja imaju socijalnu strukturu koju karakterizira odsutnost čvrstih socijalnih jedinica kao što su klan, loza i dobni razred, distribucijom populacije po malenim selima, njenom raspršenošću i lokalnim političkim autonomijama. U brazilskom području Apalaji i Oyane ili Wayane broje nešto preko 400 duša u 15 sela duž rijeke Paru de Leste (=istočna Paru). Među zajednicama Apalaja, Tiriyó, Kaxuyana, Waiãpi i Wai-Wai Indijanaca sela reproduciraju formalne obrasce organizacije, kompoziciju i veličinu raspršenu među njima, one su relativno malene, oko 7 do 30 pojedinaca svaka, organizirane oko srodnika od kojih 4 generacije. Formalno sela se sastoje od oženjenih parova i neženjenih sinova i neudanih kćeri, udatih kćerki i kćerkinih muževa i unučadi.
Apalai i Wayne su kako se vidi po samom sastavu jednog domaćinstva, uksorilokalni. Matrilokalno stanište, tipično je i za sjevernoameričke Hopije, kćerka nasljeđuje kuću, a i kod Apalaja, što je samo sklonost ili tendencija, kažu antropolozi Gabriel Coutinho Barbosa i Paula Morgado, zet živi sa ženinom obitelji. Isti autori navode da u svojim jezicima Apalaji i Oyane nemaju naziva za domaćinstvo, iako je ono jezgra njihove socijalne organizacije. Članovi nuklearnih obitelji mogu dijeliti luku na riječnoj obali gdje rješavaju potrebe svoje osobne higijena, ili da dijele kuću za manioku i istu vatru. Kuće pojedinih domaćinstava raspoređene su oko plaze (središnjeg trga) .
Kuće
Kod ovih Indijanaca nalazimo tri tipu kuća ,to su:
- tahkuekemy.- jednokatnice ovalne strukture s podnim daskama i zidovima od palme paxiúba ili drvenim prečanicama, poluotvorene ili zatvorene i krovom prekrivenim lišćem ubima (vidi) ili bacabe.
- tyrakamano – prizemnice na tlu ,ovalne strukture bez popdnih dašćica kao kod tahkuekemy-kuće, ona je zatvorena od krova do tla zidom od paxiúbe i prekrivene istim materijalom kao tahkuekemy-kuća.
- tymanakemy – dvokatna kuća ovalne strukture s podom od paxiúbe, poluotvorene ili zatvorene i prekrivene lišćem palmi ubim ili bacaba.

Politička organizacija
Tradicionalno, ni Oyane i Apalai nemaju političke organizacije ili vodstva, ono je ograničeno na selo.  Svako selo politički je autonomno, ima vlastitog poglavicu, to je  'chefe da aldeia'  ili 'poglavica sela', odnosno pata esemy, i typatakemy ( 'próprio chefe da aldeia' ) ili pravi poglavica sela. Kod Oyana naziva se tamuxi. Autoritet poglavice sela nad članovima svoje zajednice je ograničen i ovisan o socijalnim razlikama njenih članova. Generalno govoreći on koordinira aktivnostima zajednice unutar sela, ali i vanjskom politikom, kao što je pitanje intraetničkih i interetničkih festivala, rituala,  sastanaka, etc.
U velikim selima poznaju ‘mutirão’, kolektivni rad prilikom čišćenja polja ili izrade kanua. 
Nakon 1973. brigu o Indijancima posvećuje FUNAI. A 1996. nastaje Associação dos Povos Indígenas do Tumucumaque (APITU), to je udruženje domorodaca s rezervata Tumucumaque, kojemu uz Apalaje pripadaju i plemena Wayana, Tiriyó i Kaxuyana, i još neki.
Rituali i Kozmologija
Životni i prirodni ciklusi kod Apalaja i Oyana nisu neophodno kolektivni, osim uvoda u svijet odraslih, Okomo kod Apalaí Indijanaca. Ovaj ritual može se ponoviti i drugi puta u odrasloj fazi života kao čin konfirmacije (potvrde) i aktom hrabrosti. Početkom 1980.-tih ovaj običaj prakticira se sve manje i manje. 
Period najvećih svečanosti pada u vrijeme između sazrijevanja manioke i novog ciklusa, prije sljedeće sadnje, to je period između dvije žetve, kada Indijanci (barem muškarci) najviše vremena provode i ljenčarenju. Ovi indijanski festivali obilježeni su opijanjima pićima dobivenim iz manioke, to su dobro poznati caxiri i sakurá. Festivali su nazivani terminom wãko, u jednostavnom značenju 'ples', a počinju se održavati u popodnevnim časovima na seoskoj plazi (trgu). Svaki festival ima svoje ime i povezan je s nekim mitskim bičem (encantado ili enchanted kreature i životinje) koja je stvorio kreator Ikujuri. Festivalski repertoar preživi je danas u dva sela, jedno Apalai-selo, i jedno selo u kojem žive izmiješani Apalaji i Oyane, na području Domorodačkog parka Tumucumaque. igra se uz pratnju i zvukove flauta, zvečki i ritmičkih štapova. Postoje ili se očuvalo 17 ovakvih svečanost, to su (u zagradi je Oyana ime): 
- Turekoka (Ture) - ime enchanted životinje i flaute;
- Tajaja – ime enchanted bića i flautine glazbe;
- Tamoko (Tamok) – ime enchanted stvora (danas više nikome nije poznato kako je ova svečanost tekla);
- Arimikurerueny – festival koji se održava s dugom flautom ‘arimikurerueny (“bonita flauta do macaco”); u koju se puše nosom.
- Tãkoru – ime flaute i enchanted bića;
- Tajehna – flauta (šumskih duhova)  jorokó i enchanted biće;
- Aikororueny – flauta mitske žabe, aikoro (ova flauta se svira na svečanosti Okomo);
- Kãnkuerueny – tukanova flauta, kãnkue;
- Okomo (caba; osa) – veliki festival;
- Oropu – ime za jorokó (flauta i pjesma /slavi se za Božić);
- Tahsemyimo – ime encantade (pjesma; za Božić);
- Aitakara –enchanted stvor (igra se s četiri flaute; za Božić);
- Rueimo – ime flaute;
- Arekorueny – pernata panova frula predstavlja encantado-žabu;
- Purupoporueny (casco de tracajá,; kornjačin oklop), enchanted biće; igra se uz panovu frulu;
- Piririwa (Pililiwa) – flauta i enchanted stvor;
- Kurumorueny – flauta urubua; južnoameričkog lešinara. .

## Vanjske poveznice
- Apalai
- Aldeia Apalai (foto galerija)  Arhivirana inačica izvorne stranice od 14. ožujka 2007. (Wayback Machine)
- Aparai e Wayana  Arhivirana inačica izvorne stranice od 15. svibnja 2007. (Wayback Machine)